# Ana Pîrvu
Ana Maria Pîrvu (ur. 8 maja 2002) – rumuńska zapaśniczka walcząca w stylu wolnym. Zajęła piąte miejsce na mistrzostwach Europy w 2024. Brązowa medalistka igrzysk frankofońskich w 2023 roku. 
Trzecia na ME U-23 w 2023 i 2024, MŚ juniorów w 2021, a także ME juniorów w 2022 i 2023. Druga na olimpijskim festiwalu młodzieży Europy w 2019 roku.